# Art of Illusion
Art of Illusion este un program de modelare, animație și render de grafică tridimensională.